# Даріо Кнежевич
Даріо Кнежевич (хорв. Dario Knežević, нар. 20 квітня 1982, Рієка) — хорватський футболіст, що грав на позиції захисника.
Виступав, зокрема, за клуби «Рієка», «Ліворно» та «Рієка», а також національну збірну Хорватії.
Триразовий володар Кубка Хорватії.

## Клубна кар'єра
Народився 20 квітня 1982 року в місті Рієка. Вихованець юнацьких команд футбольних клубів «Орієнт» та «Рієка».
У дорослому футболі дебютував 2000 року виступами за команду «Орієнт», у якій провів два сезони, взявши участь у 30 матчах чемпіонату. 
Своєю грою за цю команду привернув увагу представників тренерського штабу клубу «Рієка», до складу якого приєднався 2002 року. Відіграв за команду з Рієки наступні чотири сезони своєї ігрової кар'єри. Більшість часу, проведеного у складі «Рієки», був основним гравцем захисту команди.
Згодом з 2006 по 2009 рік грав у складі команд «Ліворно» та «Ювентус».
У 2009 році повернувся до клубу «Ліворно». Цього разу провів у складі його команди три сезони. Граючи у складі «Ліворно» також здебільшого виходив на поле в основному складі команди.
У 2012 році повернувся до клубу «Рієка», за який відіграв 3 сезони. Завершив професійну кар'єру футболіста виступами за команду «Рієка» у 2015 році.

## Виступи за збірну
У 2006 році дебютував в офіційних матчах у складі національної збірної Хорватії.
У складі збірної був учасником чемпіонату Європи 2008 року в Австрії та Швейцарії.
Загалом протягом кар'єри в національній команді, яка тривала 4 роки, провів у її формі 13 матчів, забивши 1 гол.
| Дата       | Місто                  | Господарі | Результат | Гості       | Турнір             | Голи | Примітки |
| ---------- | ---------------------- | --------- | --------- | ----------- | ------------------ | ---- | -------- |
| 1-2-2006   | Гонконг                | Гонконг   | 0 – 4     | Хорватія    | товариський матч   | 1    |          |
| 16-8-2006  | Ліворно                | Італія    | 0 – 2     | Хорватія    | товариський матч   | -    |          |
| 12-9-2007  | Андорра                | Андорра   | 0 – 6     | Хорватія    | Відбір до ЧЄ 2008  | -    |          |
| 16-10-2007 | Рієка                  | Хорватія  | 3 – 0     | Словаччина  | товариський матч   | -    |          |
| 6-2-2008   | Спліт                  | Хорватія  | 0 – 3     | Нідерланди  | товариський матч   | -    | 70'      |
| 26-3-2008  | Глазго                 | Шотландія | 1 – 1     | Хорватія    | товариський матч   | -    | 73'      |
| 31-5-2008  | Будапешт               | Угорщина  | 1 – 1     | Хорватія    | товариський матч   | -    | 62'      |
| 8-6-2008   | Відень                 | Австрія   | 0 – 1     | Хорватія    | ЧЄ 2008 - 1-й етап | -    | 62'      |
| 12-6-2008  | Клагенфурт-ам-Вертерзе | Хорватія  | 2 – 1     | Німеччина   | ЧЄ 2008 - 1-й етап | -    | 85'      |
| 16-6-2008  | Клагенфурт-ам-Вертерзе | Польща    | 0 – 1     | Хорватія    | ЧЄ 2008 - 1-й етап | -    | 27'      |
| 10-9-2008  | Загреб                 | Хорватія  | 1 – 4     | Англія      | Відбір до ЧС 2010  | -    | 56'      |
| 15-10-2008 | Загреб                 | Хорватія  | 4 – 0     | Андорра     | Відбір до ЧС 2010  | -    | 79'      |
| 14-11-2009 | Вінковці               | Хорватія  | 5 – 0     | Ліхтенштейн | товариський матч   | -    | 46'      |
| Усього     |                        | Матчів    | 13        |             | Голів              | 1    |          |

## Титули і досягнення
- Володар Кубка Хорватії (3):

«Рієка»: 2004-2005, 2005-2006, 2013-2014